# Papiro 102
O Papiro 102 ({\displaystyle {\mathfrak {P}}}102) é um antigo papiro do Novo Testamento que contém fragmentos do capítulo quatro do Evangelho de Mateus (4:11-12; 4:22-23).